# Kyritz
Kyritz også kaldt  Kyritz an der Knatter er en  Hansestadt i  landkreis
Ostprignitz-Ruppin i den nordvestlige del af  tyske delstat Brandenburg. 

## Geografi
Byen ligger i det historiske landskab Prignitz i den nordvestlige del af   Brandenburg. Kyritz ligger ved grænsen mellem landskaberne Kyritzer Platte mod vest og Dosseniederung mod øst, hvor søerne  i Kyritzer Seenkette ligger. Længst mod øst  ved Teetz støder den til   Wittstock-Ruppiner Heide.
Nabobyer, amter og kommuner er  Heiligengrabe mod nord, Wittstock/Dosse og  Amt Temnitz mod nordøst, Wusterhausen/Dosse mod øst,  Amt Neustadt (Dosse) i syd samt  Plattenburg mod sydvest og  Gumtow mod vest.
Kyritz kaldes i folkemunde „an der Knatter“, en talemåde der stammer fra de tidligere talrige knirkende (knatternden) vandmøller ved en biflod til  Jäglitz som byen har navn efter. I dag er flodarmen rørført og af de fem vandmøller, eksisterer kun bygningerne fra den ene.

### Inddeling
I bykommunen  Kyritz ligger hovedbyen Kyritz 
10 landsbyer:
- Berlitt
- Bork
- Drewen
- Gantikow
- Holzhausen med bebyggelsen  Vollmersdorf
- Kötzlin
- Lellichow
- Mechow
- Rehfeld mit den Wohnplätzen Klosterhof og Wilhelmsgrille
- Teetz-Ganz med den Wohnplätzen Teetz og Ganz

samt bebyggelserne  Blechern Hahn, Feldsiedlung, Grünfelde, Heinrichsfelde, Karl-Friedrichshof, Karnzow, Köhnsbau, Rüdow, Stolpe, Waldkolonie og Wolfswinkel.